# Ville de Casey
La Ville de Casey (City of Casey) est une zone d'administration locale de l'agglomération de Melbourne au sud-est du centre-ville de Melbourne au Victoria en Australie.

## Liste des quartiers de l'arrondissement
| - Berwick - Blind Bight - Cannons Creek - Clyde - Clyde Nord - Cranbourne - Cranbourne Est - Cranbourne Nord - Cranbourne Sud - Cranbourne Ouest - Devon Meadows - Doveton - Endeavour Hills - Eumemmerring |  | - Five Ways - Hallam - Hampton Park - Harkaway - Junction Village - Lynbrook - Lysterfield Sud - Merinda Park - Narre Warren - Narre Warren Nord - Narre Warren Sud - Pearcedale - Tooradin - Warneet |

## Démographie
- 247 357 habitants
- 603,5 hab./km2

## Événements
Les habitants de cette localité ont ressenti le tremblement de terre de magnitude 5,2 à 5,4 avec des répliques à 3,1, qui secoua le Victoria le 19 juin 2012,.